# Ninghua, Taijiang
Ninghua är ett stadsdelsdistrikt i sydöstra Kina. Det ligger i stadsdistriktet Taijiang i provinshuvudstaden Fuzhou i provinsen Fujian. 